# Агашкино
Ага́шкино — деревня в Раменском муниципальном районе Московской области. Входит в состав сельского поселения Никоновское. Население — 101 чел. (2010).

## Название
Название связано с Агаша, разговорной формой личного имени Агап, Агафон.

## География
Деревня Агашкино расположена в южной части Раменского района, примерно в 27 км к югу от города Раменское. Высота над уровнем моря 151 м. В 3,5 км к западу от деревни протекает река Северка. К деревне приписано 5 СНТ. Ближайший населённый пункт — деревня Никулино.

## История
В 1926 году деревня являлась центром Агашкинского сельсовета Троице-Лобановской волости Бронницкого уезда Московской губернии.
С 1929 года — населённый пункт в составе Бронницкого района Коломенского округа Московской области. 3 июня 1959 года Бронницкий район был упразднён, деревня передана в Люберецкий район. С 1960 года в составе Раменского района.
До муниципальной реформы 2006 года деревня входила в состав Никоновского сельского округа Раменского района.

## Население
| 1926 | 2002 | 2010 |
| ---- | ---- | ---- |
| 112  | ↘45  | ↗101 |

В 1926 году в деревне проживало 112 человек (52 мужчины, 60 женщин), насчитывалось 25 хозяйств, из которых 24 было крестьянских. По переписи 2002 года — 45 человек (20 мужчин, 25 женщин).